# Margaret Garner
Margaret Garner foi uma mulher afro-americana escravizada nos Estados Unidos que, após escapar da plantation e ser encontrada por seu proprietário branco, tentou matar seus quatro filhos e a ela mesma.

## Biografia
Garner nasceu em 4 de junho de 1834 em Maplewood, uma plantação localizada ao sul de Cincinnati e a oeste de Kentucky. Casou-se em 1849 com Robert Garner, um homem escravizado. O primeiro filho do casal, Thomas, nasceu no início de 1850.

## Contexto histórico
O caso aconteceu na cidade de Cincinnati, em 1856, quase cinco anos antes da Guerra de Secessão.
Antes de ser presa, Margaret Garner conseguiu matar uma criança. Esta se torna a personagem principal do romance Amada, de Toni Morrison, vencedor do Prêmio Pulitzer. Morrison também escreveu o libreto da ópera Margaret Garner (2005), composta por Richard Danielpour.
O caso de Garner é também citado por Kilomba, ao falar sobre suicídio. Este, segundo a autora, dentro do racismo, "é quase a visualização, a performance da condição do sujeito negro em uma sociedade branca: na qual o sujeito negro é invisível"
A vida de Margaret Garner foi inspiração para o poema Slave Mother: A Tale of Ohio (1859), de Frances Harper e para a pintura de Thomas Satterwhite Noble, intitulada The Modern Medea (1867).
Sua figura também foi retratada por Robert Dafford, no mural denominado The Flight of the Garner Family, retratando-a junto a seus familiares cruzando o congelado rio Ohio. Pintado em uma parede sob a ponte suspensa John A Roebling em Covington, Kentucky, a obra faz parte de uma série de 18 imagens que retratam eventos da história de Cincinnati e do norte de Kentucky.